# Camponotus quercicola
Camponotus quercicola é uma espécie de inseto do gênero Camponotus, pertencente à família Formicidae.